# Templo de Yigo, Guam
El templo de Yigo, Guam, es uno de los templos construidos y operados por la Iglesia de Jesucristo de los Santos de los Últimos Días, el número 172 construido por la iglesia y el primer templo SUD construido en Micronesia ubicado en la colonia Spring Hill de la ciudad de Yigo en el extremo norte de Guam. El templo fue construido con características similiares al templo de San Juan, Puerto Rico incluyendo un pináculo sin la característica estatua del ángel Moroni. 
El templo se encuentra a 2230 kilómetros (1385,7 mi) del templo de Dávao, en las Filipinas, y a 1965 kilómetros (1221,0 mi) del templo de Salvador (Brasil)m que los coloca entre los templos SUD más distantes uno del otro a nivel mundial.

## Anuncio
La construcción del templo en Guam fue anunciado por Russell M. Nelson durante la conferencia general de la iglesia el 7 de octubre de 2018 junto a otros once templos. En un comunicado a líderes locales en Guam, la iglesia SUD expresó planes de construir el nuevo templo en un terreno propiedad de la iglesia en una zona residencial conocida como Spring Hill, entre Gayinero y Lupog, a orillas de la Carretera Guam 1, al noroeste de la isla, donde se asienta un centro de reuniones para miembros de las congregaciones de Yigo y Dededo. La llegada a la isla del Tifón Wutip canceló las reuniones a fines de febrero, los fieles tuvieron sus últimas reuniones en su capilla durante marzo previo a su derribo en preparación para la construcción del nuevo templo. Una nueva capilla fue construida adyacente al templo.
La ceremonia de la primera palada ocurrió el 4 de mayo de 2019, el mismo día que la primera palada del templo de San Juan, Puerto Rico y del templo de Praia, Cabo Verde. La ceremonia que incluye una oración dedicatoria fue presidida por Yoon Hwan Choi.

## Construcción
El 4 de mayo de 2019, se llevó a cabo la ceremonia de la primera palada para indicar el comienzo de la construcción, presidida por autoridades generales de la iglesia en el Norte de Asia. El 12 de enero de 2022, la Iglesia SUD anunció que está programada una jornada de puertas abiertas del 4 al 14 de mayo de 2022, excepto el domingo. El templo fue dedicado por David A. Bednar el 22 de mayo de 2022. El templo fue construido para servir a 9600 miembros que viven en Micronesia, incluidos Saipán, Guam, Palaos y los Estados Federados de Micronesia.
Con 6861 pies cuadrados (637,4 m²) de construcción, es el segundo templo más pequeño operado por la iglesia SUD a nivel mundial. El templo más pequeño de la iglesia SUD es el templo de Colonia Juárez, con 6800 pies cuadrados (631,7 m²) de construcción.

## Pandemia 2019
El 25 de marzo de 2020 la iglesia solicitó el cierre de todos sus templos como respuesta preventiva a la Pandemia de COVID-19. En mayo de ese año la iglesia aprobó la apertura de 17 templos a nivel mundial para realizar matrimonios por personas vivas, prohibiendo para entonces todas las ceremonias a favor de ancestros fallecidos incluyendo el bautismo por los muertos. El templo de Yigo estaba en etapa de construcción desde 2019, entrando en el período de la pandemia durante los detalles finales del templo. La pandemia mundial obligó detener las obras finales del edificio hasta noviembre de 2021 cuando el templo y sus obreros volvieron a sus labores en fase 3 de apertura. La iglesia realizó la dedicación oficial del edificio en mayo de 2022. Ese mismo mes el gobernador de Guam levantó las restricciones del uso de mascarilla en la isla.

## Distrito
El templo sirve a fieles congregados en una estaca en Guam así como devotos de Micronesia, incluyendo patronos provenientes de Chuuk ubicado a 600 millas (965,6 km) al sur de Guam, Pohnpei ubicado a 400 millas (643,7 km) al este de Chuuk y Kosrae ubicado a 300 millas (482,8 km) al este de Pohnpei.